# La Pine
La Pine az Amerikai Egyesült Államok északnyugati részén, Oregon állam Deschutes megyéjében, a 97-es út mentén, Bendtől 48 km-re délnyugatra helyezkedik el. A 2010. évi népszámláláskor 1653 lakosa volt. Területe 18,08 km², melynek 100%-a szárazföld.
A településről látható a Cascade-hegység több tagja is. A város a Deschutes-folyó mellékága, a Kis-Deschutes-folyó völgyében fekszik; a víznek köszönhetően sportolásra és szórakozásra (például horgászat, úszás vagy kenuzás) is lehetőség nyílik.
A közösség a bendi statisztikai körzet része. A helyi iskolák a Bend–La Pine-i Iskolakerület alá tartoznak.

## Történet
A közösséget a 19. században alapították; főutcája a Huntington Road lett. A település gyorsan növekedett, de mivel a vízhálózat gyakran meghibásodott, valamint a szomszédos Bend gyorsabban fejlődött, a folyamat lelassult. Mára a tendencia megfordult, de a város már csak Bend alvóvárosaként szolgál; ezekkel együtt Deschutes megye a mai Oregon leggyorsabban gyarapodó megyéje.
A település egészen 2006-ig nem rendelkezett városi ranggal, mivel a 2000-es szavazáson az átalakulást a lakosság 2:1 arányban leszavazta, de 2006-ban más szavazatszámlálási módszert alkalmaztak, így a kezdeményezők már sikerrel jártak (így jártak el Bull Mountain esetében is). A korábbi statisztikai település nagy része a mai városhatáron kívül esik.

## Éghajlat
| Hónap                         | Jan.  | Feb.  | Már.  | Ápr.  | Máj.  | Jún. | Júl. | Aug. | Szep. | Okt.  | Nov.  | Dec.  | Év    |
| ----------------------------- | ----- | ----- | ----- | ----- | ----- | ---- | ---- | ---- | ----- | ----- | ----- | ----- | ----- |
| Rekord max. hőmérséklet (°C)  | 16,7  | 21,1  | 22,8  | 30,0  | 35,0  | 36,7 | 40,0 | 38,3 | 38,3  | 31,1  | 22,2  | 15,0  | 40,0  |
| Átlagos max. hőmérséklet (°C) | 3,9   | 6,1   | 8,9   | 12,2  | 17,2  | 21,7 | 27,8 | 27,8 | 23,3  | 16,7  | 7,2   | 3,3   | 14,7  |
| Átlaghőmérséklet (°C)         | −1,4  | 0,0   | 2,5   | 5,3   | 9,5   | 13,4 | 17,8 | 17,3 | 13,1  | 7,8   | 2,0   | −1,7  | 7,2   |
| Átlagos min. hőmérséklet (°C) | −6,7  | −6,1  | −3,9  | −1,7  | 1,7   | 5,0  | 7,8  | 6,7  | 2,8   | −1,1  | −3,3  | −6,7  | −0,4  |
| Rekord min. hőmérséklet (°C)  | −40,0 | −36,1 | −23,9 | −13,9 | −25,0 | −6,1 | −4,4 | −5,0 | −10,6 | −18,0 | −23,9 | −30,0 | −40,0 |
| Átl. csapadékmennyiség (mm)   | 77    | 65    | 45    | 33    | 31    | 27   | 18   | 19   | 17    | 35    | 77    | 98    | 542   |
| Forrás: The Weather Channel   |       |       |       |       |       |      |      |      |       |       |       |       |       |

## Népesség

### 2010
A 2010-es népszámláláskor a városnak 1653 lakója, 698 háztartása és 412 családja volt. A népsűrűség 91,4 fő/km2. A lakóegységek száma 942, sűrűségük 52,1 db/km2. A lakosok 93,5%-a fehér, 0,2%-a afroamerikai, 1,1%-a indián, 0,2%-a ázsiai, 0,1%-a a Csendes-óceáni szigetekről származik, 1,8%-a egyéb, 3%-a pedig kettő vagy több etnikumú. A spanyol vagy latino származásúak aránya 5,8% (5% mexikói, 0,1% Puerto Ricó-i,  0,7% egyéb spanyol vagy latino származású.)
A háztartások 28,5%-ában élt 18 évnél fiatalabb. 42,6% házas, 11,6% egyedülálló nő, 4,9% egyedülálló férfi, 41% pedig nem család. 31,2% egyedül élt; 15,5%-uk 65 éves vagy idősebb. Egy háztartásban átlagosan 2,3 személy élt; a családok átlagmérete 2,87 fő.
A medián életkor 43,6 év volt. A város lakóinak 22,4%-a 18 évesnél fiatalabb, 6,8% 18 és 24 év közötti, 22,7%-uk 25 és 44 év közötti, 30,4%-uk 45 és 64 év közötti, 17,8%-uk pedig 65 éves vagy idősebb. A lakosok 48,4%-a férfi, 51,6%-a pedig nő.

### 2000
Mivel a település 2006. december 7-én kapott városi rangot, ezért a 2000-es népszámláláskor még statisztikai településként listázták.
A 2000-es népszámláláskor   5799 lakója, 2331 háztartása és 1699 családja volt. A népsűrűség 76,3 fő/km2. A lakóegységek száma 2975, sűrűségük 39,2 db/km2. A lakosok 95,84%-a fehér, 0,09%-a afroamerikai, 1,28%-a indián, 0,24%-a ázsiai, 0,1%-a a Csendes-óceáni szigetekről származik, 0,55%-a egyéb-, 1,9%-a pedig kettő vagy több etnikumú. A spanyol vagy latino származásúak aránya 2,22% (1,7% mexikói, 0,1% Puerto Ricó-i,  0,5% pedig egyéb spanyol/latino származású.)
A háztartások 26,6%-ában élt 18 évnél fiatalabb. 61,3% házas, 7,3% egyedülálló nő; 27,1% pedig nem család. 20,8% egyedül élt; 10,3%-uk 65 éves vagy idősebb. Egy háztartásban átlagosan 2,47 személy élt; a családok átlagmérete 2,82 fő.
Lakóinak 23%-a 18 évesnél fiatalabb, 4,9% 18 és 24 év közötti, 22,5%-uk 25 és 44 év közötti, 28,8%-uk 45 és 64 év közötti, 20,7%-uk pedig 65 éves vagy idősebb. A medián életkor 45 év volt. Minden 100 nőre 99,8 férfi jut; a 18 évnél idősebb nőknél ez az arány 98,7.
A háztartások medián bevétele 29 859 amerikai dollár, ez az érték családoknál $33 938. A férfiak medián keresete $30 457, míg a nőké $20 186. Az egy főre jutó bevétel (PCI) $15 543. A családok 9,5%-a, a teljes népesség 13,2%-a élt létminimum alatt; a 18 év alattiaknál ez a szám 13,4%, a 65 évnél idősebbeknél pedig 11,5%.

## Fordítás
Ez a szócikk részben vagy egészben  a   La Pine, Oregon című angol Wikipédia-szócikk ezen változatának fordításán alapul.  Az eredeti cikk szerkesztőit annak laptörténete sorolja fel. Ez a jelzés csupán a megfogalmazás eredetét és a szerzői jogokat jelzi, nem szolgál a cikkben szereplő információk forrásmegjelöléseként.